# Carl Ludvig Gerlach
Carl Ludvig Gerlach (26. april 1832 i København – 13. september 1893 smst) var komponist, operasanger og senere repetitør samt korsyngemester ved Det Kongelige Teater. Hans far var Heinrich Christian Gerlach, der indvandrede fra Tyskland ca. 1800 som musiker (Musikdirektør ved Garden) og senere organist ved Trinitatis Kirke i København.
Carl Ludvig Gerlach blev allerede som barn undervist af kapelmusiker J. T. Lanzky og Rudolph Bay samt senere af Henrik Rung. Gerlach debuterede som barytonsanger i 1855, men fik ikke nogen stor karriere. Allerede 1860 tiltrådte han stillingen som operarepetitør og afløste i 1863 Ivar Bredal som korsyngemester, en post han holdt frem til 1888. Samtidig virkede han sammen med sin kone, operasangerinden Vilhelmine Leocadie Theresia Gerlach, som sangpædagog og lærer for teatrets skuespillere. Til brug for dette arbejde udgav han nogle meget brugte hæfter med sangøvelser. Han var flere gange på studierejser og fik også i 1873 Det anckerske Legat.
Som komponist skrev han klaverstykker, nogle korværker, en operette og musik til et skuespil.

## Musik
- Kjærlighed er trolddom (romantisk operette 1856)
- 3 Charakteerstykker (klaver 1859)
- Fader vor (kor og orkester 1862)
- Jesus opvækker Lazarus (kor og orkester 1870)
- Kejserfesten paa Kreml (skuespil 1875)
- Sang til Lygtemænd (1875)
- Meza (march for klaver)
- Forbandet Kain udi ørken gik (sang og klaver)
- Fem sange til tekster af Christian Richardt
- Syngeøvelser for alle Stemmer til brug ved den elementaire Undervisning / Samlede og udgivne af C. L. Gerlach
- Zwölf Solfeggien zur Ausbildung in der höheren Gesangstechnik als Ergänzung zu den Solfeggien von Concone, Marchisio, Panofka etc